# Карл Лундґрен
Карл Лундґрен (англ. Carl Lundgren; нар. 12 липня 1947) — американський художник та ілюстратор, відомий насамперед своїми рок-постерами та фентезі-постерами 1960-х років.

## Кар'єра
Лундґрен, який народився 12 липня 1947 року в Детройті, штат Мічиган, рано захотів стати художником-фантастом та ілюстратором, як і Френк Фразетта, його кумир. У віці 18 років він був співголовою першого мультимедійного конвенту наукової фантастики Detroit Triple Fan Fair, на якому були представлені комікси, фільми та наукова фантастика. Для формального навчання навчався на заочному відділенні Школи відомих художників.
У 1967 році Лундґрен познайомився з художником рок-постерів Ґарі Ґрімшоу, який ілюстрував плакати для рок-клубу Grande Ballroom у Детройті, яким керував Рас Ґібб. Ґрімшоу запропонував йому роботу, і Лундґрен продовжив створювати плакати для основоположних гуртів, таких як The Who, Jefferson Airplane і Pink Floyd.
У 1974 році Лундґрен переїхав до Нью-Йорка і почав заробляти на життя науковою фантастикою та фентезійною ілюстрацією, написавши майже 300 обкладинок книг. У цей час Лундґрен став співзасновником Асоціації художників наукової фантастики та фентезі (ASFA) і був номінований на премію Г'юго за свою ілюстраційну роботу.
1987 року Лундґрен залишив роботу у видавничій галузі, вирішивши замість цього зосередитися на образотворчому мистецтві. У 1993 році він написав і опублікував автобіографію під назвою «Карл Лундґрен, великий художник» .
У 2015 році Hermes Press опублікувала книгу Лундґрена на своїх плакатах під назвою «Психоделічне рок-мистецтво Карла Лундґрена».
10 серпня 2023 року дружина Лундґрена Мікеле була притягнута до суду в окружному суді Мічигану 54-A за її участь як нібито фальшивого виборця Дональда Трампа на виборах 2020 року.